# Meijin femminile
Il Meijin femminile (女流名人戦, Joryu Meijin-sen) è una competizione di Go, la versione femminile del titolo Meijin.
Il titolo di Meijin femminile onorario è concesso alle giocatrici che abbiano vinto il titolo per almeno cinque volte consecutive. Xie Yimin e Fujisawa Rina sono le uniche Meijin femminili onorarie.

## Storia
Le prime due edizioni della competizione erano basate su di un campionato a 8 giocatrici. Dalla terza alla ventesima edizione, la detentrice del titolo affrontava una sfidante selezionata attraverso un torneo di qualificazione a eliminazione diretta con 16 partecipanti. Dalla ventunesima edizione in poi, la sfidante è selezionata attraverso un campionato a 7 giocatrici. Per accedere al torneo per la selezione della sfidante, le goiste devono superare alcuni tornei preliminari: le prime quattro qualificate nel torneo per la selezione della sfidante ottengono la partecipazione allo stesso torneo nell'edizione successiva, le ultime tre devono invece ri-qualificarsi attraverso i tornei preliminari.
Il komi è stato pari 5,5 fino al 2003, portato a 6,5 dall'anno successivo.
Fino al 2019 questo titolo è stato sponsorizzato da Fuji Evening Newspaper; quando questa sponsorizzazione è terminata, il torneo è stato sospeso, e nel 2020 non è stata disputata alcuna edizione. Il torneo è ripreso nel 2021 con la trentaduesima edizione e con Medical corporation association Saitama-Kyojunokai come sponsor; il nome ufficiale della competizione è diventato Coppa Hakata Kamachi, Torneo Meijin femminile, la borsa della vincitrice è stata portata a sette milioni di yen, e il torneo a eliminazione diretta è stato sostituito con un torneo a girone all'italiana per la selezione della sfidante.

## Albo d'oro
|    | Anno | Vincitrice       | Punteggio | Finalista       |
| -- | ---- | ---------------- | --------- | --------------- |
| 1  | 1989 | Miyazaki Shimako |           |                 |
| 2  | 1990 | Aoki Kikuyo      |           |                 |
| 3  | 1991 | Sugiuchi Kazuko  | 2-1       | Aoki Kikuyo     |
| 4  | 1992 | Sugiuchi Kazuko  | 2-0       | Aoki Kikuyo     |
| 5  | 1993 | Sugiuchi Kazuko  | 2-0       | Aoki Kikuyo     |
| 6  | 1994 | Sugiuchi Kazuko  | 2-1       | Ogawa Tomoko    |
| 7  | 1995 | Kato Tomoko      | 2-0       | Sugiuchi Kazuko |
| 8  | 1996 | Nishida Terumi   | 2-1       | Kato Tomoko     |
| 9  | 1997 | Nishida Terumi   | 2-0       | Ogawa Tomoko    |
| 10 | 1998 | Nishida Terumi   | 2-0       | Ogawa Tomoko    |
| 11 | 1999 | Aoki Kikuyo      | 2-0       | Nishida Terumi  |
| 12 | 2000 | Aoki Kikuyo      | 2-0       | Kobayashi Izumi |
| 13 | 2001 | Kobayashi Izumi  | 2-0       | Aoki Kikuyo     |
| 14 | 2002 | Aoki Kikuyo      | 2-0       | Kobayashi Izumi |
| 15 | 2003 | Kobayashi Izumi  | 2-0       | Aoki Kikuyo     |
| 16 | 2004 | Kobayashi Izumi  | 2-0       | Inori Yoko      |
| 17 | 2005 | Koyama Terumi    | 2-1       | Kobayashi Izumi |
| 18 | 2006 | Aoki Kikuyo      | 2-0       | Koyama Terumi   |
| 19 | 2007 | Kato Keiko       | 2-1       | Aoki Kikuyo     |
| 20 | 2008 | Xie Yimin        | 2-0       | Kato Reiko      |
| 21 | 2009 | Xie Yimin        | 2-1       | Chinen Kaori    |
| 22 | 2010 | Xie Yimin        | 2-0       | Mukai Chiaki    |
| 23 | 2011 | Xie Yimin        | 2-1       | Mukai Chiaki    |
| 24 | 2012 | Xie Yimin        | 2-0       | Mukai Chiaki    |
| 25 | 2013 | Xie Yimin        | 2-0       | Okuda Aya       |
| 26 | 2014 | Xie Yimin        | 2-1       | Kato Reiko      |
| 27 | 2015 | Xie Yimin        | 2-0       | Suzuki Ayumi    |
| 28 | 2016 | Xie Yimin        | 2-1       | Aoki Kikuyo     |
| 29 | 2017 | Fujisawa Rina    | 2-0       | Xie Yimin       |
| 30 | 2018 | Fujisawa Rina    | 2-0       | Yashiro Kumiko  |
| 31 | 2019 | Fujisawa Rina    | 2-1       | Xie Yimin       |
| 32 | 2021 | Fujisawa Rina    | 2-0       | Ueno Asami      |
| 33 | 2022 | Fujisawa Rina    | 2-0       | Nakamura Sumire |
| 34 | 2023 | Ueno Asami       | 2-0       | Fujisawa Rina   |
| 35 | 2024 | Fujisawa Rina    | 2-0       | Ueno Asami      |
| 36 | 2025 | Ueno Asami       | 2-0       | Fujisawa Rina   |

| Giocatore                      | Titoli | Anni detenuti                |
| ------------------------------ | ------ | ---------------------------- |
| Xie Yimin                      | 9      | 2008-2016                    |
| Fujisawa Rina                  | 6      | 2017-2019, 2021, 2022, 2024  |
| Aoki Kikuyo                    | 5      | 1990, 1999, 2000, 2002, 2006 |
| Sugiuchi Kazuko                | 4      | 1991-1994                    |
| Nishida Terumi / Koyama Terumi | 4      | 1996-1998, 2005              |
| Kobayashi Izumi                | 3      | 2001, 2003, 2004             |
| Ueno Asami                     | 2      | 2023, 2025                   |
| Kato Keiko                     | 1      | 2007                         |
| Kato Tomoko                    | 1      | 1995                         |
| Miyazaki Shimako               | 1      | 1989                         |